# 柚木えりな
柚木 えりな（ゆずき えりな、1月7日 - ）は、日本のグラビアアイドル。栃木県出身。

## 人物
特技はスポーツ、野菜栽培。
3歳から水泳とピアノをやっていた。
中学ではバスケットボールで地区の優秀選手に選出。
高校から始めたテニスでは、県大会準優勝という運動神経の良さがわかる。
50メートル走、シャトルランともにクラスで一位。
高校では11キロの校内マラソン大会にて400人中8位で表彰されている。
持久走は得意だが、好きではないと話している。
趣味はスポーツ観戦、料理。
栄養士、調理師の資格を所持している
。

## 作品

### DVD
- ミルキー・グラマー （2018年1月19日、竹書房）[4]
- 秘密の時間 （2018年6月29日、エスデジタル）
- ゆずKISS（2018年10月20日、ラインコミュニケーションズ）
- 君のそばに（2019年1月25日、スパイスビジュアル）

## 出演

### テレビ番組
- フジテレビ「ウワサのお客さま」出演（2023年11月）
- 日テレ「有吉反省会」出演（2019年5月）
- テレビ朝日「お願い!ランキング」出演（2019年5月）
- TBS「櫻井・有吉THE夜会」出演
- TBS「有吉ジャポン」出演（2019年4月6日）
- TOKYO MX「東京オーディション」出演(2017年)
- 四国放送TV『ゴジカル!』生出演(2017年)
- Abema TV「矢口真里の火曜The Night」ゲスト出演 (2017年)
- テレビトクシマ『朝ごはん食べた？』出演(2017年)

### CM
- セブン＆アイ・ホールディングス「Ario」バザール 出演(2017年)
- JAL国際線 出演(2019年)
- スタインラガー 出演(2019年)

### 配信番組
- 中国全土配信バラエティ番組 出演
- GYAO!オリジナル配信番組「ぶるぺん」生出演(2018年)

### ラジオ番組
- 四国放送ラジオ『ラジオ大福』出演(2017年)
- FM徳島『T-joint』生出演(2017年)
- FM眉山『B-step talking』生出演(2017年)

### イベント
- 北海道日本ハムファイターズ始球式(2016年7月)
- 北海道日本ハムファイターズランフェスタ ゲスト出演(2016年11月)
- 北京モーターショー mazdaブース メイン演奏(2016年)
- 浅草サンバカーニバル
- OTAIKO響(5000人規模の野外フェスティバル) ゲスト出演(2016年)
- 成田太鼓祭　出演(2019年)
- 矢口真里プロデュース「やぐフェス」(2017年12月)
- 和太鼓スーパーライブinすわんど(さいたまスーパーアリーナ内 )
- Tokyo Idol Festival (2019年)
- 読売巨人軍(3軍) 対 徳島インディゴソックス 始球式＆イベントMC(2017年)
- 北海道日本ハムファイターズ始球式(2018年)

## 掲載

### 雑誌
- 週刊プレイボーイ(集英社)
- FLASH（光文社）「ミスFLASH2018」ファイナリスト[1]
- アサヒ芸能(徳間書店)
- 週刊大衆(双葉社)
- EX MAX(ぶんか社)
- キスカ(竹書房)

### 新聞
- サンケイスポーツ
- 下野新聞